# Posthodiplostomum cuticola
Posthodiplostomum cuticola ist eine Art der digenen Saugwürmer, die im Dünndarm fischfressender Vögel parasitiert. Sie ist in Europa und Nordamerika verbreitet. Ihre Metazerkarien befallen Fische und lösen bei diesen die Schwarzfleckenkrankheit aus.
Posthodiplostomum cuticola hat einen komplexen Lebenszyklus. Die Eier werden vom Endwirt mit dem Kot ausgeschieden. Im Wasser schlüpfen daraus die Wimpernlarven (Mirazidien). Diese dringen in den ersten Zwischenwirt ein, in Europa die Gemeine Tellerschnecke. Dort entstehen Sporozysten und schließlich die Metazerkarien. Diese verlassen die Schnecke und dringen in den zweiten Zwischenwirt (Süßwasserfische, in Europa vor allem Karpfenfische) ein. Hier lagern sie sich in Zysten in der Haut und Muskulatur ab, die durch Melanin-Einlagerung durch den Zwischenwirt das typische Bild der Schwarzfleckenkrankheit erzeugen. Die Infektion des Endwirts erfolgt durch Fressen der Fische.
Veraltete Synonyme der Art sind Neodiplostomum cuticola (von Nordmann, 1832), Diplostomum cuticola (von Nordmann, 1832) Diesing, 1850, Holostomum brevicaudatum subsp. cuticola (von Nordmann, 1832), Holostomum cuticola (von Nordmann, 1832) und Neascus cuticola (von Nordmann, 1832) Hughes, 1927.